# Círculo de la Magia

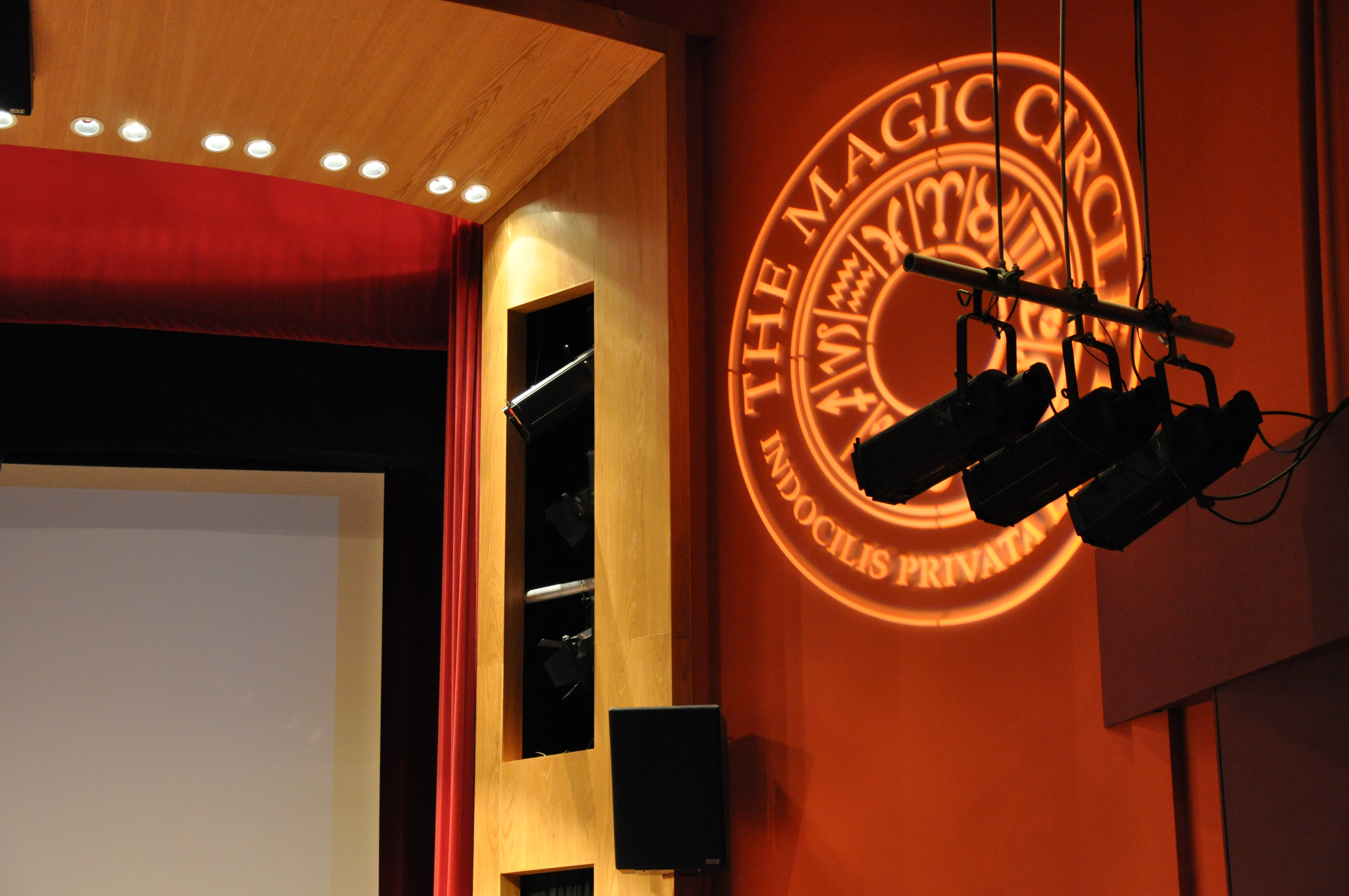
Teatro del Círculo de la Magia

El Círculo de la Magia es una organización británica, fundada en Londres en 1905, dedicada a promover y avanzar el arte de la magia.

## Historia
El Círculo de la Magia fue fundado en 1905 después de una junta de 23 magos, tanto profesionales como amateurs, en el Restaurante de Pinoli en Londres. En esta reunión de fundadores encabezada por Servais Le Roy, los asistentes decidieron el nombre de la sociedad: originalmente se tenía la sensación de que el nombre de la sociedad debía ser el Club de Martin Chapender, en memoria del artista y miembro fundador, que había muerto recientemente a la edad de 25. Sin embargo, se acordó entonces que el nombre "Círculo de la Magia" (Magic Circle) sería más apropiado, además de que este nombre compartía las mismas iniciales que las de Martin Chapender.
La primera reunión oficial fue en el Green Man (Hombre verde) que era un pub del Soho, pero las reuniones luego se realizaron en un cuarto en el teatro St. George's Hall en Langham Place, donde se veía actuar regularmente a David Devant y John Nevil Maskelyne.
Devant se convirtió en el primer presidente del Círculo de la Magia, y en 1906, Maskelyne editó la primera publicación de la revista, The Magic Circular(el circular de la magia), que se convirtió desde entonces en un distintivo regular para los miembros. El Magic Circular afirma ser la revista de magia que lleva más tiempo publicándose en toda la historia de la magia.
El club era exclusivo para hombres hasta 1991, cuando más del 75% de los votantes accedió a aceptar mujeres. Hay alrededor de 80 mujeres en el Círculo de la Magia, incluyendo la esposa de Paul Daniels, Debbie McGee.

## Lema
El lema de la sociedad viene del latín indocilis privata loqui, meramente traducido como "no apto para revelar secretos" (literalmente "incapaz (de) hablar (de) (cosas) privadas"): los miembros prometen no revelar voluntariamente los secretos a nadie con la única excepción de otros estudiantes de magia comprometidos con la causa. Cualquiera que rompa esta o cualquier otra regla es expulsado del club.

## Cuarteles
Desde 1998, el edificio del Círculo de la Magia (en el centro de Londres cerca de la estación de Euston en Camden) ha estado disponible para reuniones y entretenimiento corporativo. Fue votado como el sitio número uno del Reino Unido en hospitalidad en la encuesta de 2008 para el Top 20 de sitios de Reino Unido.
Los cuarteles de la organización contienen un teatro, biblioteca, museo, comedor, bares y un cuarto lounge.

### El museo del Círculo Mágico
El museo contiene trucos de magia, utilería, pósteres, programas, juguetes, fotografías y artefactos relacionados con la historia de la magia. Los objetos de interés incluyen: la ilusión original de la chica zig zag de Robert Harbin, las ropas de Chung Li Soo, rifles usados para el ‘Atrapa la Bala’ por Maurice Fogel en 1940, un original Sooty con su aparato asociado de Harry Corbett, conjunto de utilería usado por magos de televisión de David Nixon y Tommy Cooper, objetos y una grabación de audio de Harry Houdini tomada desde un cilindro de Edison, y un set de copas y pelotas usado por HRH Prince of Wales cuando tomó el examen para el "Circulo Mágico" en 1975. Las visitas son solo si reserva con el tour.

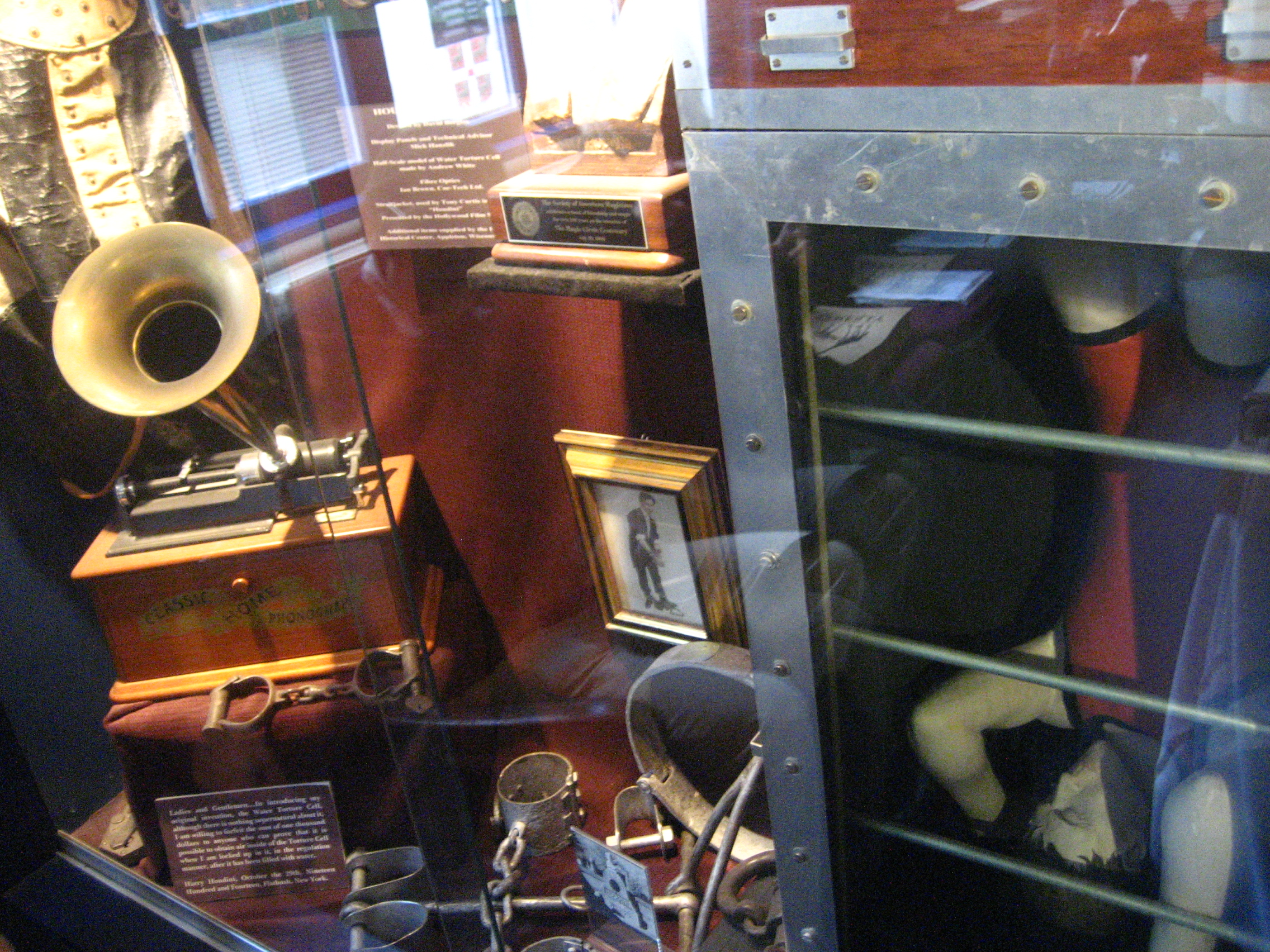
'Gabinete de Houdini' en el Museo del Círculo de la Magia, Londres

## Membresía
Los magos que deseen unirse deben conocer a dos miembros del Círculo desde hace al menos un año y tener como mínimo 18 años de edad. A esos dos miembros se les pide que actúen como patrocinadores, o referís, en la solicitud del candidato y proponerlo a él o ella como un candidato adecuado para obtener la membresía. Después de la recepción y proceso de aplicación, el candidato es invitado a una entrevista con la secretaría del examinador, normalmente en los cuarteles de Londres. Si el candidato se muestra aceptable y con conocimientos suficientes, se le agenda un examen de acto de magia o puede escribir una tesis. El examen se lleva a cabo frente a un panel de jueces, y el candidato debe demostrar su habilidad frente a los miembros en un acto ensayado.
La tesis es leída por dos examinadores y se hace una copia que va a la biblioteca del "Círculo Mágico". La última etapa es por voto de los miembros del consejo, quienes aprobarán al candidato como miembro. Una vez que el aplicante lo logra, son libres de llamarse "Miembros de la Sociedad" y usar las letras M.M.C. después de su nombre.
Hay aproximadamente mil quinientos miembros (incluyendo Charles, Prince of Wales, David Copperfield, Ken Dodd, Steve Allen, Wayne Dobson, Jonathan y Charlotte Pendragon, Siegfried & Roy, Michael Vincent, Dynamo, Nigel Mansell, John Archer, el Profesor Richard Wiseman, Andy Nyman, Paul Browning y John MacGregor), en más de 40 países.
Los miembros pueden pasar por un examen más para convertirse en Asociado del Círculo de Magia Interno. La designación A.I.M.C. denota la más alta de las membresías. El grado de A.I.M.C. también se puede conseguir por medio de tesis, y en casos raros (cuando el candidato obtiene 18 marcas o más de 20 posibles puntos en el examen escrito) los aplicantes que toman el examen del M.M.C. se les premia con el grado de A.I.M.C. Aquellos que obtienen el grado de A.I.M.C. como resultado de su acto mágico durante el examen son condecorados con el A.I.M.C. con una estrella de plata.
Dentro de la sociedad, hay un número de miembros que nunca excede a los 300 conocidos como el "Círculo Interno de la Magia". La membresía total de los que pertenecen al Círculo Interno se denotan por el uso de las siglas M.I.M.C. después de su nombre. La membresía del Círculo Interno es dado por el presidente de la Sociedad. El grado M.I.M.C. puede ser premiado con una estrella dorada, para mostrar que el portador es ejecutor de magia (en contraria a por ejemplo un inventor, historiador o un notable voluntario de la sociedad). El honor de una estrella dorada no implica que el portador sea un actor excelente y que no todos los portadores sin de excelencia.

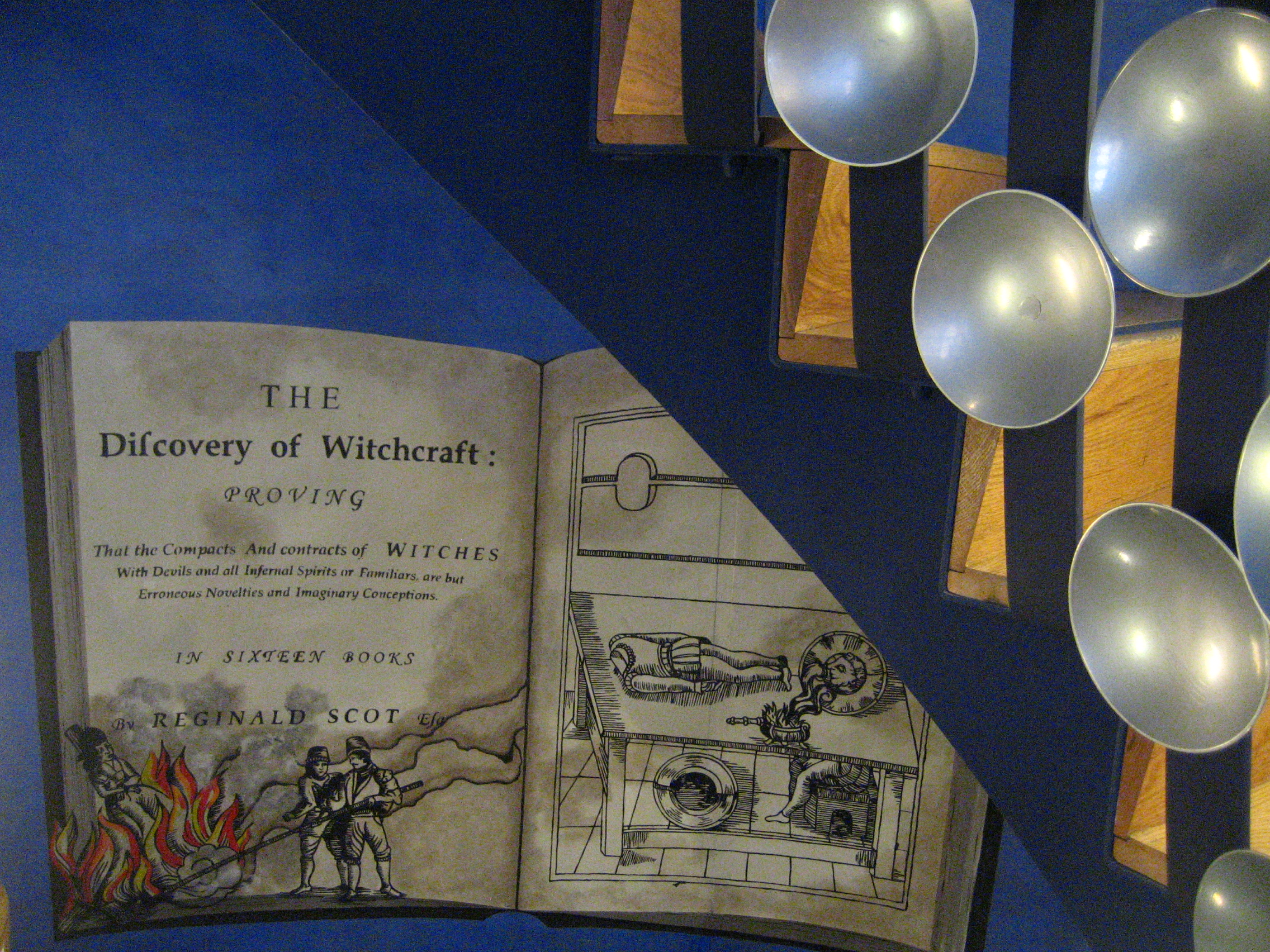
Descubrimiento de la Hechicería por Reginald Scot pintado en las escaleras del Círculo de la Magia

## El Club de Magia para Jóvenes
El Club de Magia para Jóvenes (YMC) es un club para magos menores a 18 años patrocinado por el 'Círculo de la Magia' y fundado en 1996. El grupo se reúne en los cuarteles del Círculo de la Magia, el 'Centro para las Artes Mágicas' en Londres.
El actual Club de Magia para Jóvenes tiene alrededor de 500 miembros.
La principal forma de comunicación para los miembros del Club de Magia para Jóvenes es por medio de una revista bimestral llamada Secrets ("Secretos"). Los miembros internacionales también se comunican por medio de un foro en línea solo para miembros en el sitio web del YMC.
A diferencia del Círculo de Magia o cualquier otra Sociedad, la membresía para el Club de Magia para Jóvenes no requiere entrevista o examen y está abierto para cualquier joven que desee aprender magia. Hay talleres mensuales a todas horas del día para la gente que viene de lejos a aprender. Los miembros adultos del Círculo de la Magia toman la responsabilidad de instruir a los jóvenes del Club de Magia. Usualmente los clubes de adulto tienen un club para jóvenes anexo. Miembros del Club de Jóvenes pueden ser electos a unirse al club de Magia a un precio con descuento cuando cumplen los 18 años, pero siguen teniendo que enfrentarse al riguroso proceso de examen.
Club de Magos Jóvenes tiene una convención de un día en octubre llamado 'J-Day' (día J). La convención incluye pláticas y las finales de dos competencias con premio, que incluye el  Premio a la Originalidad de Peter McCahon y la Copa Kaymar de Komedia. En 2010, la plática fue presentada por Derren Brown en 2011, Dynamo y por John Archer en 2012.
La popularidad de las series de la franquicia de Harry Potter ha sido una de las razones principales del crecimiento de la organización en los últimos años: cuando la primera película se estrenó en 2001, el número de miembros se duplicó.

## Léase También
- Tim Hulse, "Magicians fight to make each other vanish", The Independent. 6 de septiembre de 1998. Retrieved via subscription 1 de marzo de 2008.
- Sam Wallace and Macer Hall, "Harry Potter conjures wave of Magic Circle applications". The Daily Telegraph, 19 de junio de 2001. Retrieved 1 de marzo de 2008.
- 'Now, is that magic?', BBC News, 14 de octubre de 2005. Retrieved 1 de marzo de 2008.
- Simon O'Hagan, [http://www.highbeam.com/doc/1G1-103314091.html (enlace roto disponible en Internet Archive; véase el historial, la primera versión y la última). "Secret London: Tricks and treats, The Centre for the Magic Arts"], The Independent on Sunday, 15 de junio de 2003. Retrieved via subscription 1 de marzo de 2008.